# José María Castro (compositor)

José María Castro (Avellaneda, 15 de diciembre de 1892 - Buenos Aires. 2 de agosto de 1964), fue un compositor, director de orquesta, y violonchelista argentino. . 
Actuó con frecuencia como solista y compuso un concerto grosso (1933), varios cuartetos, sonatas, oberturas, el ballet Georgia y Preludio y tocata para cuerda. 
Su estilo es neoclasicista y de depurada estructura.
Su obra El manantial, sobre texto de Rabindranath Tagore fue estrenada en 1929 en Buenos Aires por Jane Bathori.